# سوني روز فاغنر
سوني روز فاغنر (بالدنماركية: Sune Wagner)‏ هو مغني وعازف قيثارة دنماركي، ولد في 7 أكتوبر 1973 في Sønderborg ‏ في الدنمارك.

## وصلات خارجية
- سوني روز فاغنر على موقع IMDb (الإنجليزية)
- سوني روز فاغنر على موقع ميوزك برينز (الإنجليزية)
- سوني روز فاغنر على موقع أول ميوزيك (الإنجليزية)
- سوني روز فاغنر على موقع ديسكوغز (الإنجليزية)
- سوني روز فاغنر على موقع قاعدة بيانات الفيلم (الإنجليزية)